# Dorfkirche Groß Brütz

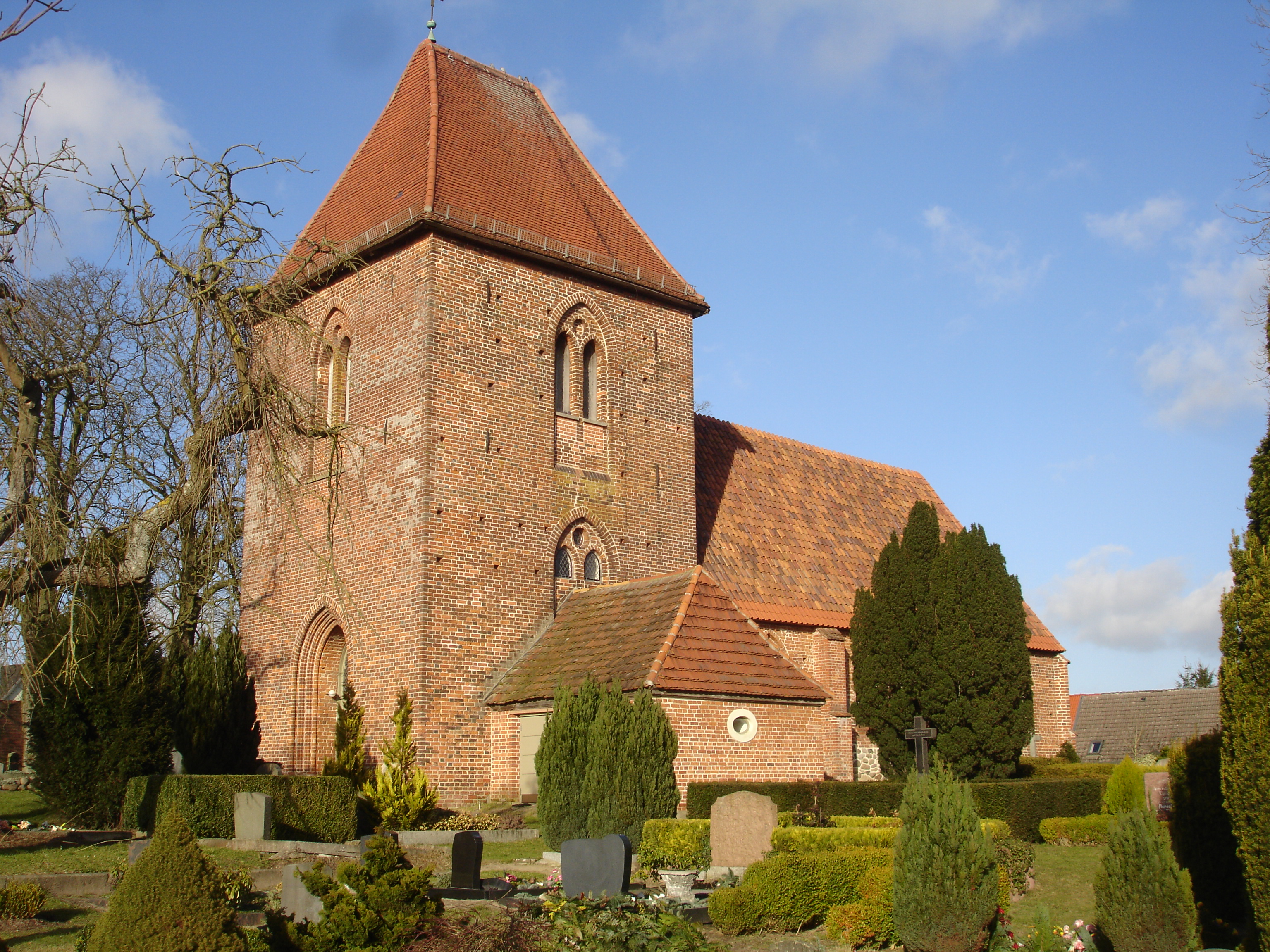
Kirche in Groß Brütz, 2013

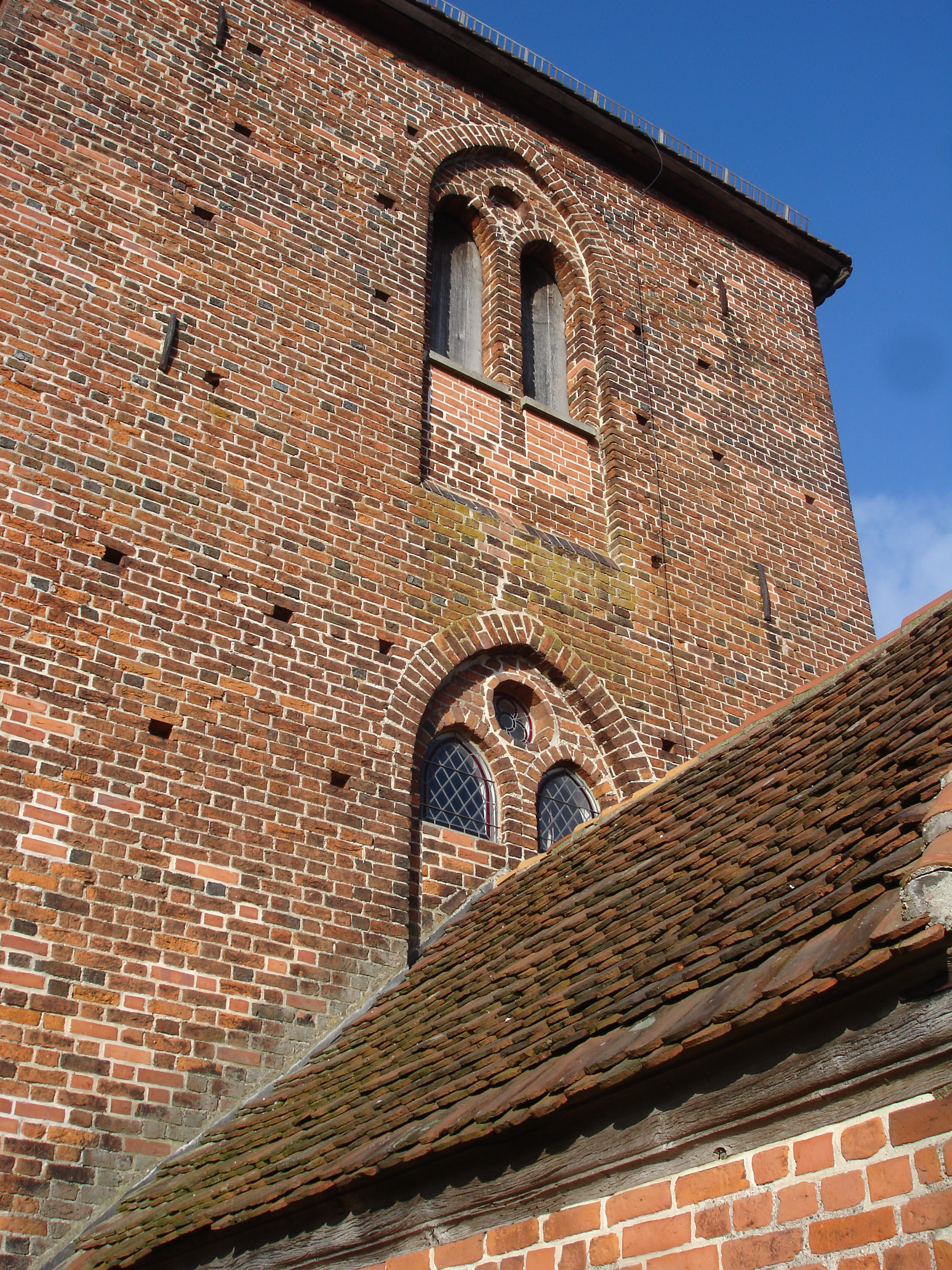
Kirchturm Ostseite, 2013

Die Dorfkirche Groß Brütz ist ein evangelisch-lutherisches Kirchengebäude in Groß Brütz, einem Ortsteil der Gemeinde Brüsewitz im Landkreis Nordwestmecklenburg (Mecklenburg-Vorpommern). Sie gehört zur Kirchengemeinde Groß Brütz in der Propstei Wismar des Kirchenkreises Mecklenburg in der Nordkirche.

## Geschichte
Groß Brütz wurde bei der Verschreibung der Bede mehrerer Dörfer von Graf Otto I. von Tecklenburg-Schwerin an seinen Hofmarschall Henning von Halberstadt 1357 erstmals erwähnt. Doch schon ab 1337 saßen die von Halberstadt schon auf Brütz.
Im 14. Jahrhundert noch Brusenitze genannt, wurde Groß Brütz nach einer ungedruckten Urkunde vom 23. Juni 1456, in welcher der Bischof Nicolaus Böddeker von Schwerin den Herren von Halberstadt das verliehene Patronat der Kirche bestätigt, erwähnt. Von 1422 sind die Familien von Halberstadt erbeingesessen in Groß Brütz. Sie waren die Stifter der Kirche in Groß Brütz und der Kapelle in Lütten (Klein) Brütz. Kaufvertrag zwischen den Brüdern von Halberstadt auf Klein Brütz und Camin und den Erben des Lüttke von Halberstadt auf Gottesgabe, Grambow und Gallentin sowie Adam von Lepel auf Secknitz wurde am 13. April 1610 geschlossen.
In den Jahrhunderten wechselten häufig die Besitzer. 1627 kam es zwischen dem Herzog Adolf Friedrich I. von Mecklenburg und Hans von Halberstadt auf Groß Brütz, Gottesgabe und Vietlübbe im Amt Gadebusch vertraglich zu einem Tausch. Von Halberstadt bekam Klein Weltzin und übergab dafür dem Herzog seine Bauernstellen in Wüstmark und Sülten im Amt Schwerin. Nach dem Lübecker Jakob Crivitz folgte bis 1784 die Familie von Platen. Diese zahlten 1764 vom Gut Brütz an die Kirche Kapellen- und Armengelder. Der Hofmarschall Conrad Ignatz von Lützow erwarb 1784 die Güter in Groß und Klein Brütz. Während er Klein Brütz bereits 1795 weiter veräußerte, blieb Groß Brütz mit dem Kirchenpatronat bis 1863 in Familienbesitz der Lützows. Groß Brütz wurde dann von Georg Johannes Bock gekauft, dem Urgroßvater von Hans Michael Jebsen, der das Gut 1999 erhielt.

## Baugeschichte
Die jetzige Dorfkirche Groß Brütz ist ein spätgotischer Backsteinbau, der 1456 durch den Schweriner Bischof Nicolaus Böddeker der Gottmutter Maria geweiht wurde. Über den Vorgängerbau des schon Ende des 13. Jahrhunderts genannten Ortes ist nichts überliefert. 1668 teilte Pastor Albertus mit, „daß eine Hexe daselbst befindlich und ihm eine Kuh gestorben wäre.“ Im Visitationsprotokoll von 1694 wird eine Sage mit der Erscheinung der Madonna zur Grundsteinlegung erwähnt, zu der es auch andere Versionen gibt. 1725 erfolgte eine Schenkung von 30 Rtlr. für die Reparatur des Kirchturms.

### Äußeres
Der Kirchenneubau um Mitte des 15. Jahrhunderts ist ein schlichter Saalbau mit dreiseitigem Ostschluss. Die abgetreppten Strebepfeiler deuten darauf hin, dass eine Einwölbung vorgesehen war. Unter den hohen spitzbogigen Fenstern zwischen den Strebepfeilern der Nord- und Südfassade wurden unregelmäßige Feldsteine, teils meterhohe Granitblöcke, in das Backsteinmauerwerk vermischt. Das Kirchenschiff ist mit einem Walmdach und modernen Nonnenziegeln versehen. An der Südfassade befinden sich zwei angebaute Grabkapellen; am Turm die der Familie von Plessen auf Gottesgabe und am Kirchenschiff die der Familie von Lepel auf Grambow. Die Grablege derer von Halberstadt hatte Graf Schack erneuern lassen.
Der um 1500 angebaute zweigeschossige quadratische Westturm ist mit einem Pyramidendach und Biberschwanzziegeln versehen. Auf der westlichen Spitze des Dachfirsts steht über der Kugel ein vergoldetes Kreuz. Die zweiteiligen eingerückten Spitzbogenfenster unter den Überfangungsbögen der Turmseiten wurden oberhalb als Schmuckelement noch mit einem Oculus als blindem Rundfenster ausgestattet. Die Laibungen des hohen spitzbogigen Eingangsportals sind mit einer dekorativen Gewändeprofilierung gestaltet worden.

### Inneres

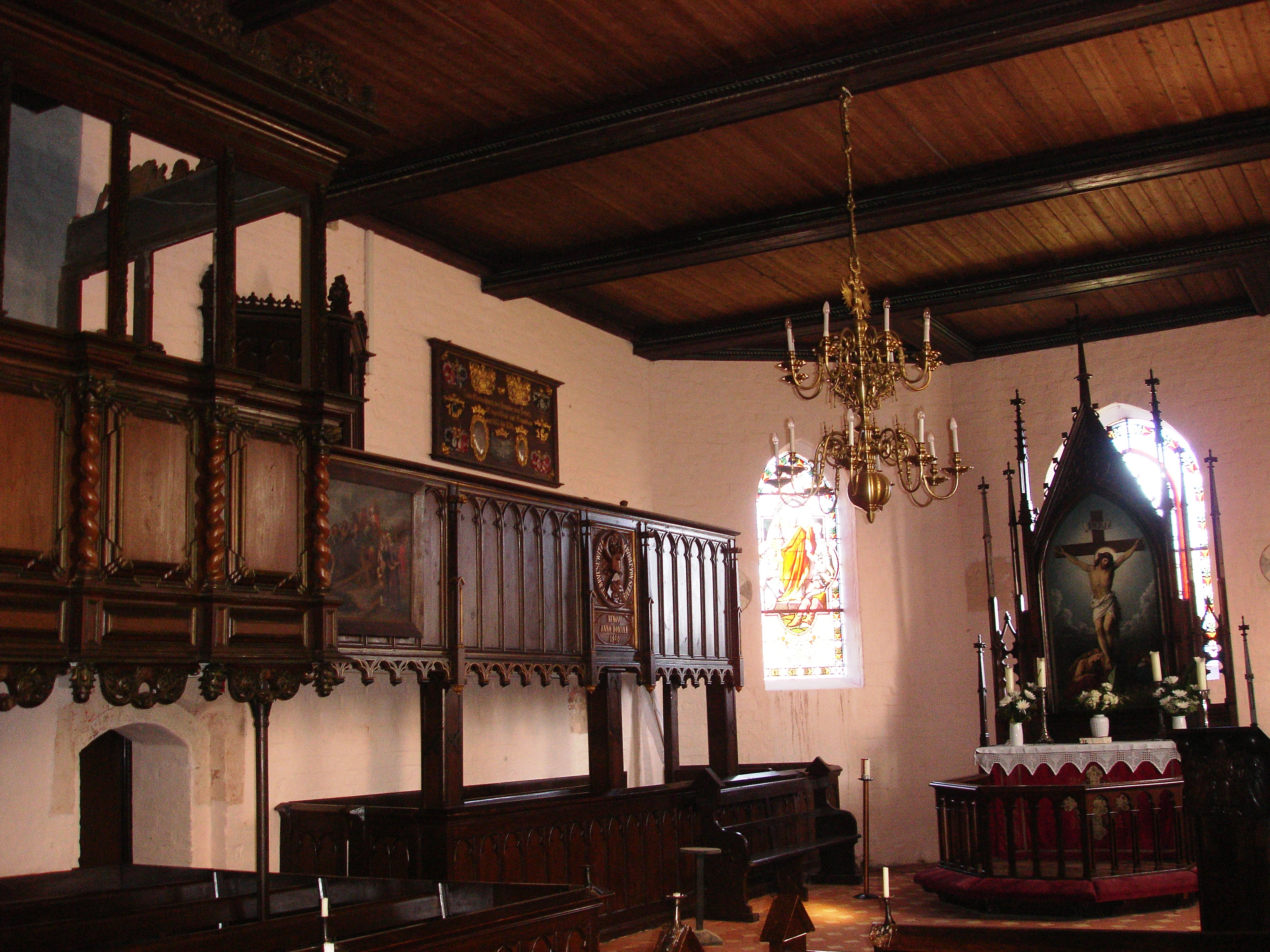
Innenansicht mit Blick zum Altar

1889–1890 fand eine umfassende Restaurierung im Kircheninnern statt. Dabei wurde die neugotische Ausstattung eingebaut. Die Kanzel und Taufe waren schon 1699 erneuert worden.
Bei der Restaurierung erhielten die vergrößerten Chorfenster 1890 farbige Glasmalereien aus der Quedlinburger Werkstatt von Ferdinand Müller. Die Motive sind der auferstandene Christus in einer Strahlenkranzmadonna sowie Brustbilder der Apostel und Evangelisten in Schwarzlotmalerei auf Antik- und Kathedralgläsern. Farbergänzungen und Neuverbleiung im Ostfensters erfolgten 2000 durch die Glaserei Luise Brügemann aus Schönfeld Mühle bei Mühlen Eichsen.

#### Altar und Kanzel

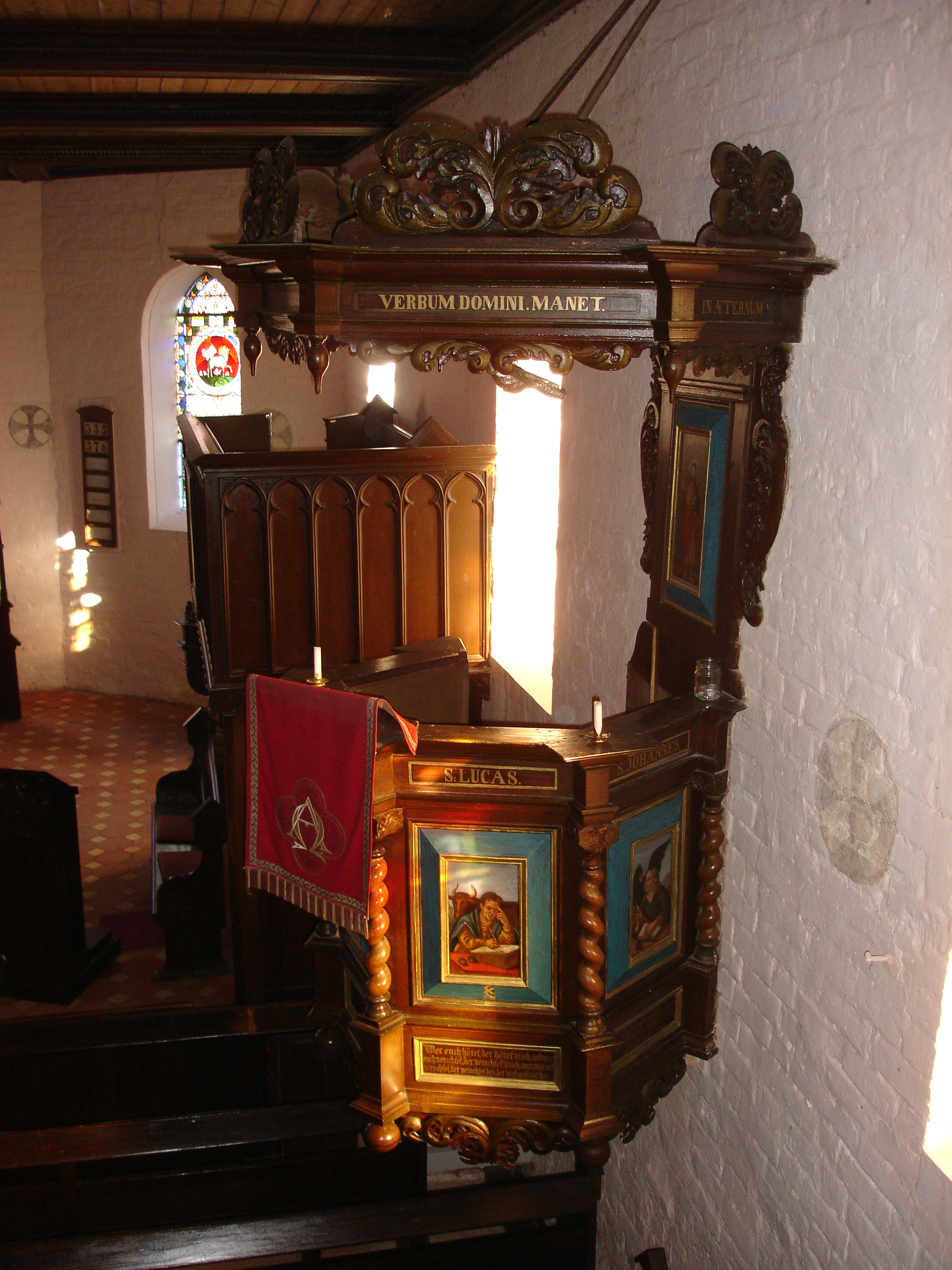
Kanzel von 1699

Das Kreuzigungsgemälde im neugotischen Altaraufsatz hat die Schweriner Malerin Louise Schmidt nach einem von Carl Gottfried Pfannschmidt 1874 für die Dorfkirche in Serrahn bei Krakow am See gemalten Altarbild geschaffen. Sehenswert an der Nordwand im Turm sind die aus Resten eines früheren dreiflügligen gotischen Retabels aufgestellten zwei Seitenflügel mit den Schnitzfiguren der zwölf Apostel vom Ende des 15./Anfang des 16. Jahrhunderts, die 2007 restauriert wurden.
Die Kanzel mit den am Korb gedrechselten Säulen wird inschriftlich auf 1699 datiert.

#### Taufe
Die sechseckige hölzerne Taufe mit ihrem laternenartigen Aufbau ist aus dem 17. Jahrhundert. Auf dem Kirchhof steht die Cuppa einer gotischen Fünte aus Kalkstein, die um die Mitte des 13. Jahrhunderts gefertigt wurde und seit Jahrzehnten als Blumenschale genutzt wird.

### Weitere Ausstattung
Barocken Ursprungs sind die an der Nordseite stehende, von 1699 stammende Patronatsloge mit den Wappen der Familien von Bülow, von Plessen, von Behr und von Schuckmann. In einer der Herrschaftslogen steht der erhaltene, aus dem frühen 18. Jahrhundert stammende, alte Ofen mit den schwarz glasierten Kacheln.
Zur Ausstattung gehören noch zwei alte Gemälde. Das Gemälde der Kreuzaufrichtung wurde 1644 von Johann Hulsmann aus Köln gemalt. Das Gemälde „Betender Christus am Ölberg“ wurde auf 1735 datiert.

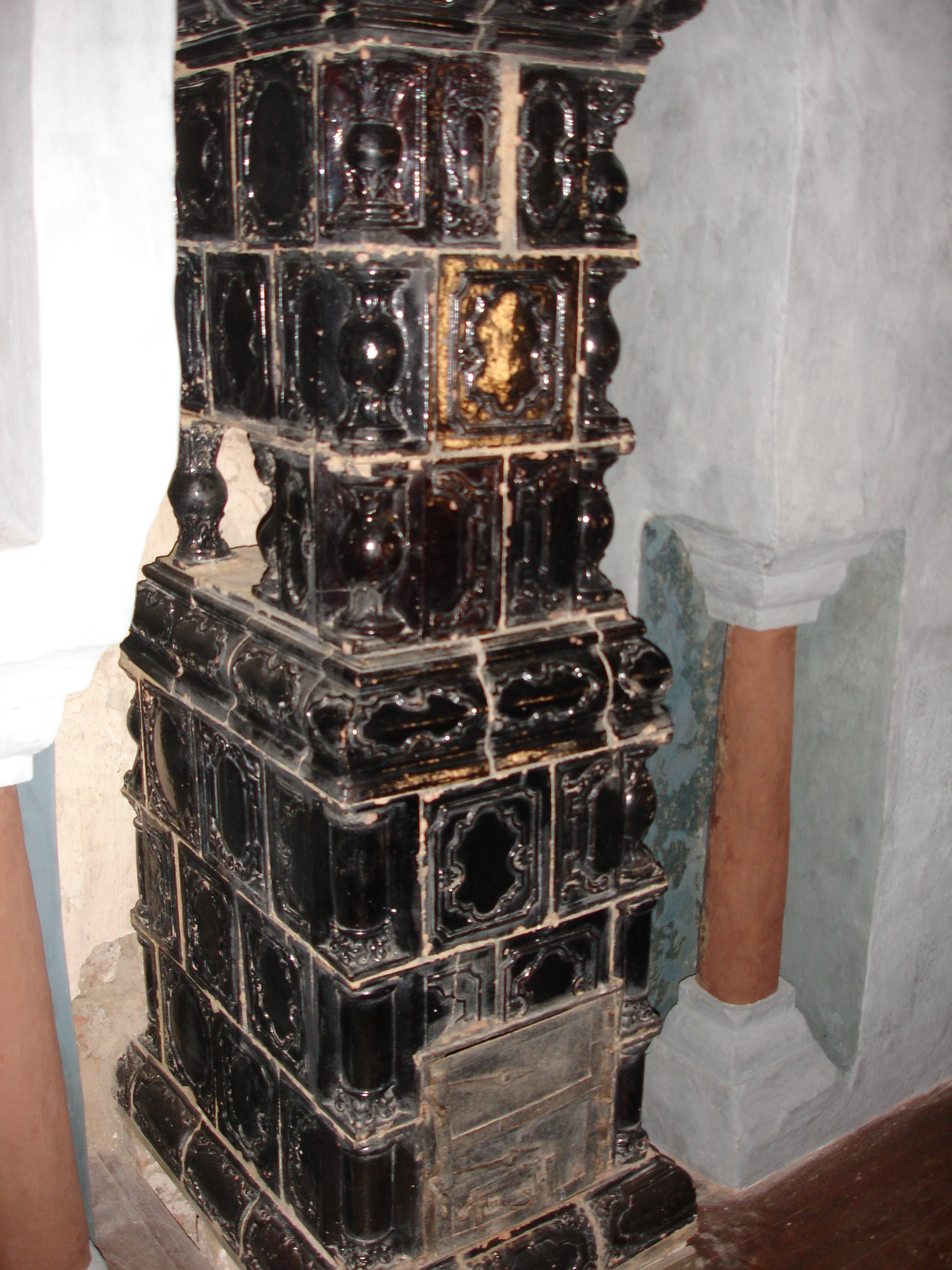
Kachelofen aus dem 18. Jahrhundert auf der nördlichen Patronatsloge
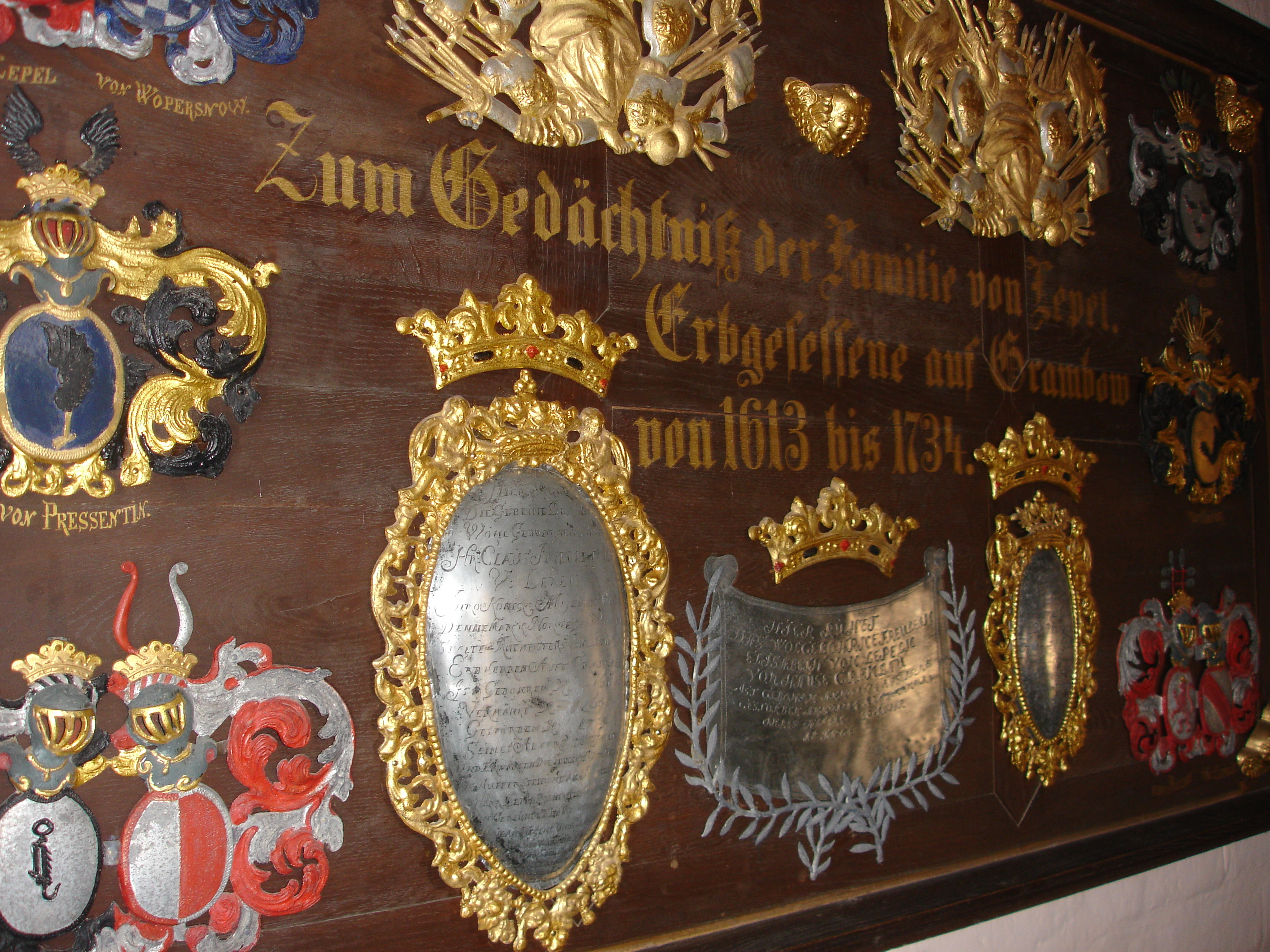
Gedächtnistafel auf der nördlichen Patronatsloge
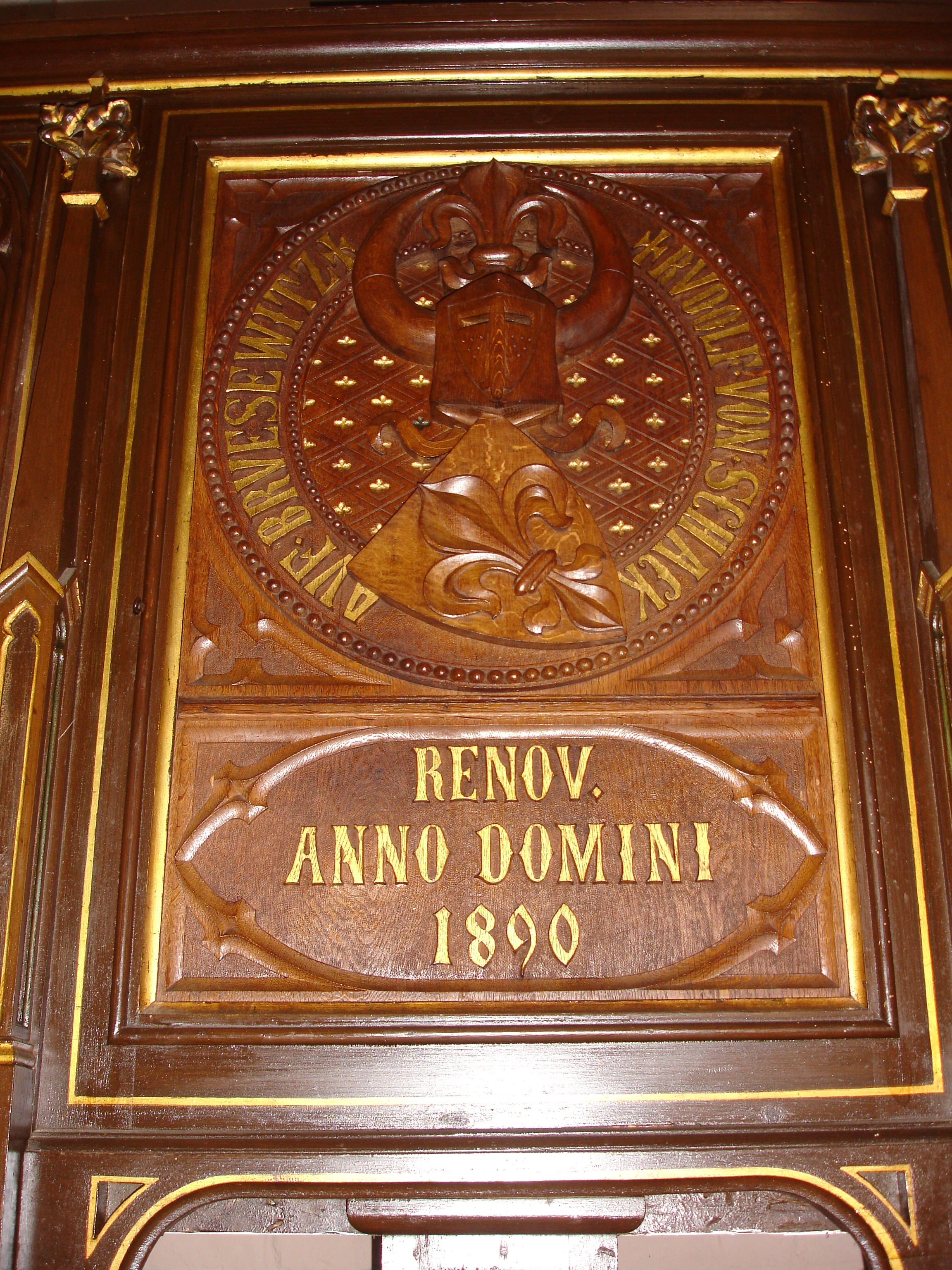
Zeugnis über die Renovierung im Jahre 1890 (von Schack)

#### Orgel

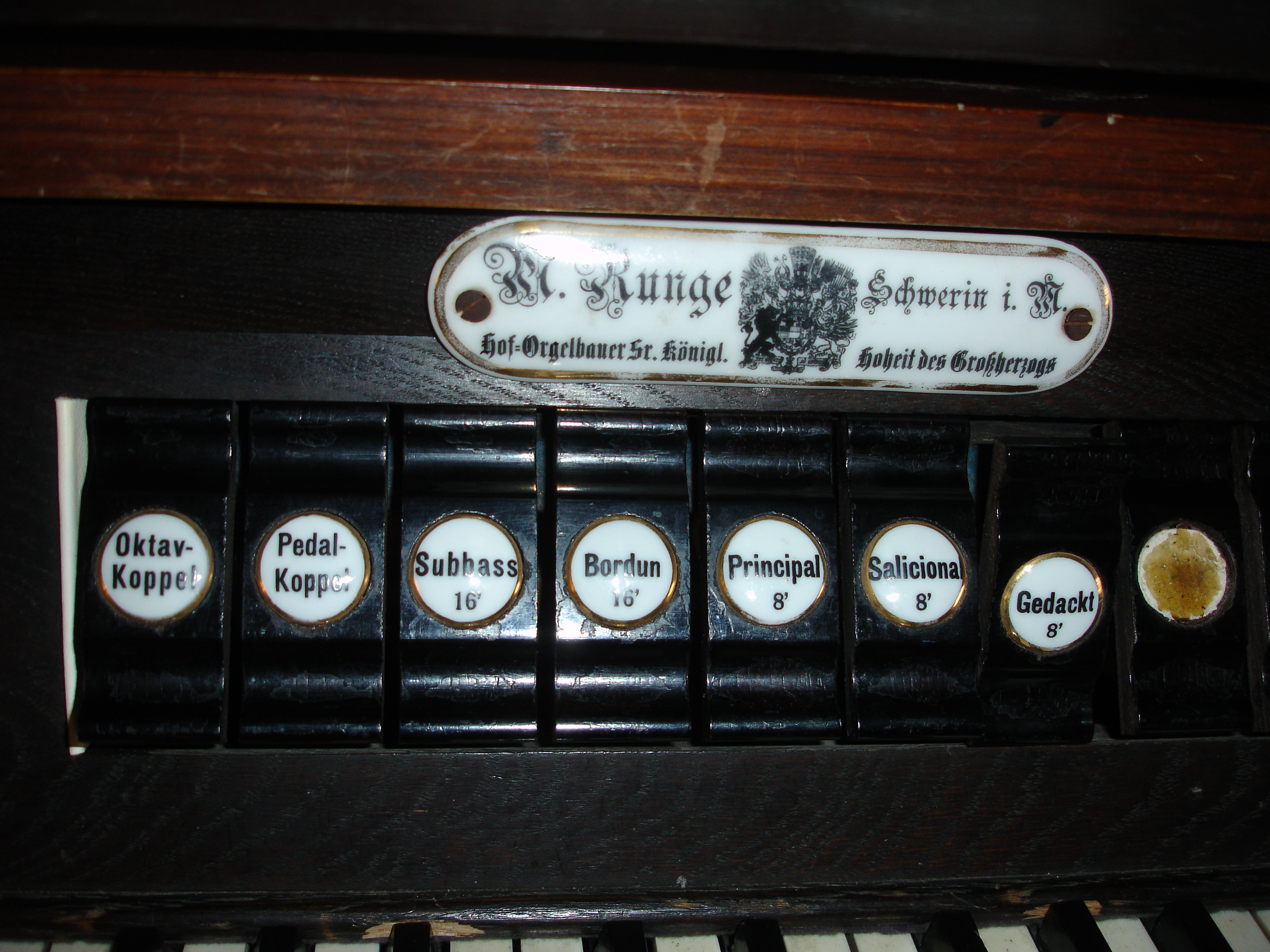
Runge-Orgel

Die Orgel (sieben Register, ein Manual und Pedal) wurde 1864 durch den Hagenower Orgelbauer Johann Heinrich Runge gebaut. Das Gehäuse und die Pfeifen sind 1924 beim Umbau durch seinen Sohn Marcus Runge erhalten geblieben, ferner wurde aufgrund der Materialknappheit nach dem Ersten Weltkrieg Pfeifenmaterial aus anderen Orgeln verwendet. Der Spieltisch ist mittig an das Gehäuse gestellt. Im Orgelunterbau befindet sich der Magazinbalg, darüber die Manualwindlade. Das Instrument, das 2010 von der Firma Orgelbau Weitendorf überholt wurde, hat folgende Disposition:
| Manual C–f3 |     |
| Bordun ab c | 16′ |
| Principal   | 08′ |
| Gedackt     | 08′ |
| Salicional  | 08′ |
| Octave      | 04′ |
| Flöte       | 04′ |

| Pedal C–d1 |     |
| Subbaß     | 16′ |

- Koppeln: I/P
- Spielhilfen: 3 feste Kombinationen

#### Glocken
Die älteste Glocke wurde 1474 von Carsten (Caspar) von Halberstadt gestiftet. Von den zwei Glocken wurde 1622 die geborstene Bronzeglocke vom Glockengiesser Joachim Gravert umgegossen. Sie trägt nur die Namen von Christoffer von Halberstadt mit seinen beiden Gattinnen Anna von Levzen (v. Leutsch) und Elisabeth Götzen (v. Götz) sowie des Sohnes Hans Jürgen von Halberstadt mit seiner Gattin Dorothea Molken.
1679 wurde durch Pastor Hennings eine Zeugenaussage aufgenommen:...daß die Grambower Untertanen, wie die Brützer Glocken gegossen worden, dabei die nehmlichen Dienste verrichtet wie die Brützer, wofür sie die Freiheit erlangt, daß wenn sie ihre Leichen nachläuten ließen, sie dafür nichts erlegten.

## Pastoren
Namen und Jahreszahlen bezeichnen die nachweisbare Erwähnung  als Pastor.
- erwähnt 1527 Johann Krüger (Kroger) als Kirchherr des Dorpes Groten Bruseuitz.
- 1602–1622 Georg Lautenberg (Lautenberger)
- 1616–1672 Christianus Alberti (Christian Albertus)
- 1675–1689 Johann Hennings.[16]
- 1689–1707 Johann Holm.
- 1708–1727 Barthold Prüssing.
- 1730–1744 Ernst Zacharias Evers.
- 1744–1784 Johann Gustav Schmieterlow (Schmitterlow)
- 1784–1816 Friedrich Ludwig Coelzow.
- 1817–1871 Emil Friedrich Lemcke, 1842 Präpositus, 1867 Kirchenrat.[17]
- 1872–1874 Johann Joachim Viereck
- 1875–1889 Hermann Utpatel
- 1889–1928 Paul Sandrock
- ab 1928 Hans Ullerich

## Heutige Kirchengemeinde
Die Kirchengemeinde umfasst neben dem Kirchdorf Groß Brütz die Orte Brüsewitz, Charlottental, Gottesgabe, Grambow, Groß Weltzin, Klein Weltzin, Rosenhagen und Wodenhof.

### Gedruckte Quellen
- Mecklenburgisches Urkundenbuch (MUB)
- Mecklenburgische Jahrbücher (MJB)

### Ungedruckte Quellen
- Landeskirchliches Archiv Schwerin (LKAS)
  - LKAS, OKR Schwerin, Kirchenbücher 1707–1910.
  - LKAS, OKR Schwerin, Specialia, Abt. 2. Groß Brütz Nr. 236.
  - LKAS, OKR Schwerin, Pfarrarchiv Groß Brütz, Der Pastor, Kirche, Pfarre, Küsterei, Bauten und Inventar.
  - LKAS, OKR Schwerin, Mecklenburg-Schwerinsches Finanzministerium. Abt. Hochbau, Patronatsbauakten
  - LKAS, OKR Schwerin, Bauzeichnungen und Pläne kirchlicher Gebäude, Groß Brütz Nr. 070
- Landeshauptarchiv Schwerin (LHAS)
  - LHAS 5.12-3/1 Mecklenburg-Schwerinsches Ministerium des Innern
  - LHAS 5.12-4/3 Ministerium für Landwirtschaft, Domänen und Forst, Abt. Siedlungsamt, Nr. 938.
  - LHAS 5.12-7/ Mecklenburg-Schwerinsches Ministerium für Unterricht, Kunst, geistliche und Medizinalangelegenheiten
  - LHAS 9.1-1 Reichskammergericht Prozessakten 1495–1906.
- Archiv Hansestadt Wismar
  - Prozeßakten des Tribunals 1653–1803.